# Compiti a casa (film)
Compiti a casa (in iraniano مشق شب, Mashgh-e Shab) è un film del 1989 diretto da Abbas Kiarostami.